# Asbestopluma biserialis
Asbestopluma biserialis är en svampdjursart som först beskrevs av Ridley och Arthur Dendy 1886.  Asbestopluma biserialis ingår i släktet Asbestopluma och familjen Cladorhizidae.
Artens utbredningsområde är havet kring Franska Polynesien. Utöver nominatformen finns också underarten A. b. californiana.